# Ciclismo nos Jogos Olímpicos de Verão de 2012 - Keirin masculino
A prova de Keirin masculino do ciclismo nos Jogos Olímpicos de Verão de 2012 foi realizada no dia 7 de agosto no Velódromo de Londres.
Chris Hoy, da Grã-Bretanha, conquistou a medalha de ouro.

## Calendário
Horário local (UTC+1)
| Dia         | Horário     | Fase                                        |
| ----------- | ----------- | ------------------------------------------- |
| 7 de agosto | 10:00 16:35 | Primeira fase Repescagem Segunda fase Final |

## Medalhistas
| Ouro   | GBR Chris Hoy                            |
| Prata  | GER Maximilian Levy                      |
| Bronze | NZL Simon van Velthooven NED Teun Mulder |

## Resultados

### Primeira fase
Os dois melhores de cada bateria avançam para a segunda fase e os demais participantes disputam a repescagem.
Bateria 1
| Pos. | Ciclista                 |
| ---- | ------------------------ |
| 1    | GBR Chris Hoy            |
| 2    | NZL Simon van Velthooven |
| 3    | ESP Juan Peralta         |
| 4    | RUS Sergey Borisov       |
| 5    | TRI Njisane Phillip      |
| 6    | JPN Kazunari Watanabe    |

Bateria 2
| Pos. | Ciclista            |
| ---- | ------------------- |
| 1    | GER Maximilian Levy |
| 2    | NED Teun Mulder     |
| 3    | VEN Hersony Canelón |
| 4    | POL Kamil Kuczynski |
| 5    | AUS Shane Perkins   |
| 6    | CHN Zhang Miao      |

Bateria 3
| Pos. | Ciclista               |
| ---- | ---------------------- |
| 1    | FRA Mickaël Bourgain   |
| 2    | MAS Azizulhasni Awang  |
| 3    | COL Fabian Puerta      |
| 4    | CAN Joseph Veloce      |
| 5    | CZE Denis Špička       |
| 6    | GRE Christos Volikakis |

### Repescagem
Os três melhores de cada bateria avançam para a segunda fase.
Bateria 1
| Pos. | Ciclista               |
| ---- | ---------------------- |
| 1    | GRE Christos Volikakis |
| 2    | ESP Juan Peralta       |
| 3    | TRI Njisane Phillip    |
| 4    | CAN Joseph Veloce      |
| 5    | RUS Sergey Borisov     |
| 6    | CHN Zhang Miao         |

Bateria 2
| Pos. | Ciclista              |
| ---- | --------------------- |
| 1    | JPN Kazunari Watanabe |
| 2    | VEN Hersony Canelón   |
| 3    | AUS Shane Perkins     |
| 4    | POL Kamil Kuczynski   |
| 5    | COL Fabian Puerta     |
| 6    | CZE Denis Špička      |

### Segunda fase
Os três melhores de cada bateria avançam para a final e os demais participantes disputam a classificação do 7º ao 12º lugar.
Bateria 1
| Pos. | Ciclista               |
| ---- | ---------------------- |
| 1    | GBR Chris Hoy          |
| 2    | MAS Azizulhasni Awang  |
| 3    | NED Teun Mulder        |
| 4    | TRI Njisane Phillip    |
| 5    | ESP Juan Peralta       |
| 6    | GRE Christos Volikakis |

Bateria 2
| Pos. | Ciclista                 |
| ---- | ------------------------ |
| 1    | GER Maximilian Levy      |
| 2    | NZL Simon van Velthooven |
| 3    | AUS Shane Perkins        |
| 4    | FRA Mickaël Bourgain     |
| 5    | VEN Hersony Canelón      |
| 6    | JPN Kazunari Watanabe    |

### Finais
7º ao 12º lugar
| Pos. | Ciclista               |
| ---- | ---------------------- |
| 7    | TRI Njisane Phillip    |
| 8    | FRA Mickaël Bourgain   |
| 9    | GRE Christos Volikakis |
| 10   | ESP Juan Peralta       |
| 11   | JPN Kazunari Watanabe  |
| 12   | VEN Hersony Canelón    |

1º ao 6º lugar
| Pos.              | Ciclista                 |
| ----------------- | ------------------------ |
| Medalha de ouro   | GBR Chris Hoy            |
| Medalha de prata  | GER Maximilian Levy      |
| Medalha de bronze | NZL Simon van Velthooven |
| Medalha de bronze | NED Teun Mulder          |
| 5                 | AUS Shane Perkins        |
| 6                 | MAS Azizulhasni Awang    |